# Ichneumon leptostigma
Ichneumon leptostigma är en stekelart som beskrevs av Joseph Kriechbaumer 1888. Ichneumon leptostigma ingår i släktet Ichneumon och familjen brokparasitsteklar. Inga underarter finns listade i Catalogue of Life.